# Max Fritzsching

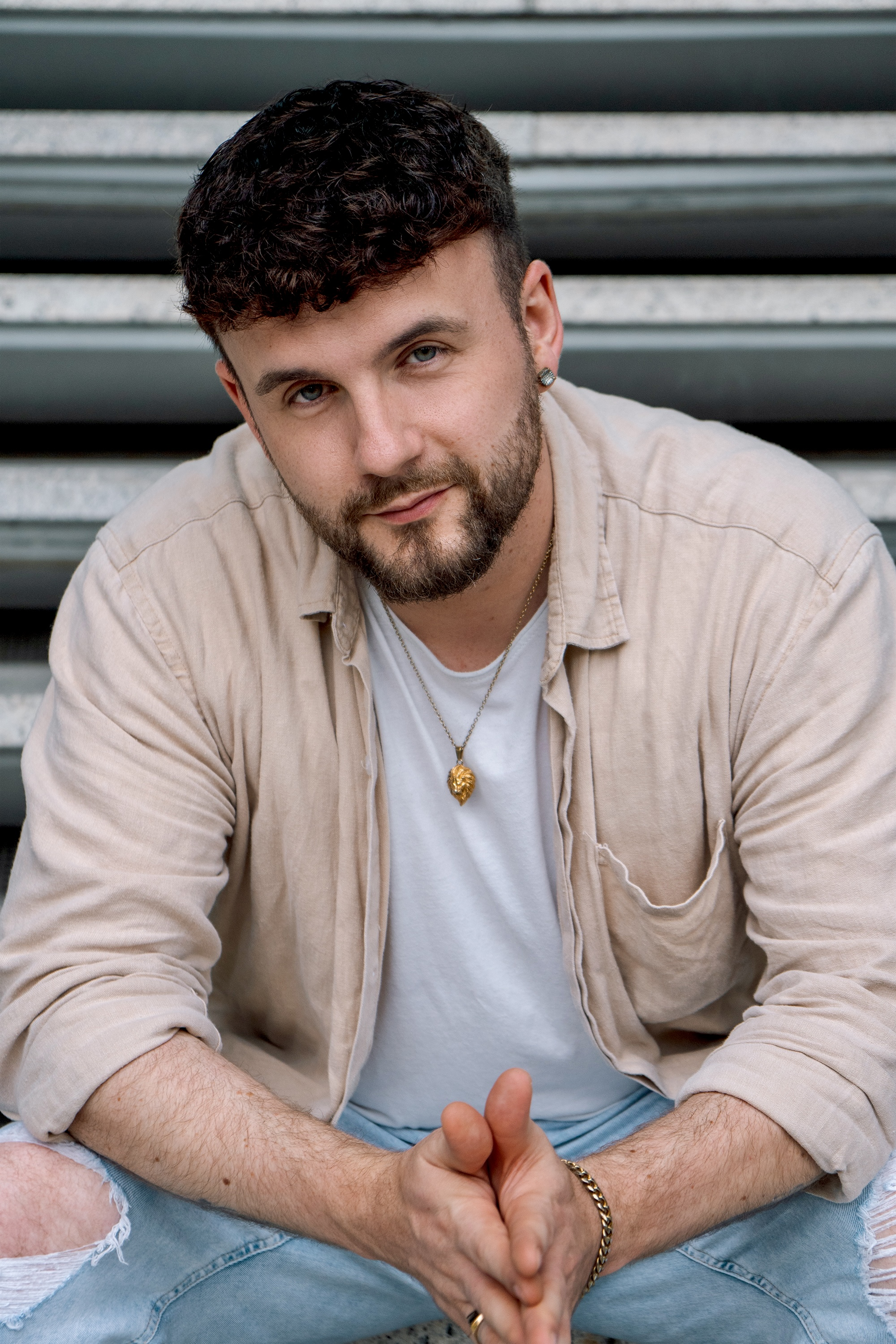
Max Fritzsching (Schauspieler, 2024)

Max Fritzsching (* 1988 in Berlin) ist ein deutscher Schauspieler, Musiker und Filmregisseur, der auch unter dem Namen MeSt bekannt ist.
Max Fritzsching spielte unter anderem von der 4. Staffel bis zur 7. Staffel in der deutschen Fernsehserie Schloss Einstein die Rolle des Schülers Josh Friedlein und übernahm damit eine der Serienhauptrollen. Er studierte an der Schauspielschule Charlottenburg.
Er ist nicht identisch mit dem gleichnamigen Podcaster und Moderator Max Fritzsching, der unter anderem den Fußball-Podcast „Fritz & Stroh“ betreibt.

## Leben
Als Sohn des Musikers Thomas Fritzsching, Gründungsmitglied der 1978 gegründeten deutschen Rockband Silly, kam Fritzsching schon in jungen Jahren mit Musik und Entertainment in Berührung. Schon früh war er ein lebhaftes Kind und schlüpfte gerne in Rollen, was seine Eltern dazu bewegte ihn in einer Schauspielagentur für Kinder und Jugendliche anzumelden. Dort erhielt er 1999 seine erste kleine Rolle in der Fernsehserie Dr. Sommerfeld – Neues vom Bülowbogen, bis er dann ab 2002 die Serienhauptrolle Josh Friedlein in der deutschen Jugendserie Schloss Einstein verkörperte.
Nach seinem Ausstieg aus der Serie im Jahr 2004 widmete sich Fritzsching vermehrt der Musik, wobei ihm sein Vater die ersten eigenen Songaufnahmen ermöglichte. So kam es über die Zeit zu den ersten Veröffentlichungen eigener Songs unter dem Künstlernamen MeSt, was eine Abkürzung für die Worte (M)ein(e)igener(St)yle ist.
Darüber hinaus folgten kleinere Auftritte in Clubs und auf öffentlichen Events, bis hin zu großen Bühnenauftritten. Nach seinem Schulabschluss im Jahr 2009 fing Fritzsching am SAE Institute Berlin eine Ausbildung zum Audio Engineer an, welche er 2011 erfolgreich abschloss.
Ab 2013 kehrte Fritzsching wieder vermehrt zum Schauspiel zurück, wobei er auch in einer Episodenrolle der Fernsehserie Gute Zeiten, schlechte Zeiten zu sehen war. Ende 2013 hatte er ein erfolgreiches Vorsprechen an der Schauspielschule Charlottenburg, wodurch er ab Anfang 2014 bis Anfang 2017 ein Studium zum staatlich anerkannten Schauspieler für Bühne und Film absolvierte.
Der Musik blieb Fritzsching durchweg treu und er realisierte in der Zwischenzeit immer wieder eigene Musikvideoprojekte was dazu führte, dass er auch von anderen Künstlern wie z. B. Louis Held, Moritz Garth oder Julian F.M. Stoeckel für Musikvideo-Produktionen angefragt wurde. Unter dem Produktionsnamen MF-Studios arbeitet Fritzsching seit 2012 als freiberuflicher Film-, Musik und Videoproduzent, wobei er auch diverse Kurzfilmproduktionen realisierte.
2022 war Fritzsching als Regisseur und Teilproduzent am Kurzfilm In Liebe L. - with love l. beteiligt, welcher ab dem Sommer 2023 auf internationalen Filmfestivals lief und mehrfach für Preise nominiert und ausgezeichnet wurde; unter anderem als „Best Experimental Short Film“ und „Best Europe Short Film“.
2025 drehte Fritzsching den Kurzfilm KINDness, in dem er auch die Hauptrolle verkörpert. Dieser Film wird seit diesem Jahr auf nationalen Kurzfilmwettbewerben und Film-Festivals gezeigt.

## Filmografie
- 1999: Dr. Sommerfeld – Neues vom Bülowbogen (Fernsehserie)
- 2000: Im Namen des Gesetzes (Fernsehserie)
- 2002–2004: Schloss Einstein (Fernsehserie)
- 2013: Gute Zeiten, schlechte Zeiten (Fernsehserie)
- 2015: Feind Scout (Mittellangfilm)
- 2018: Mystery of Faith (Kurzfilm)
- 2022: In Liebe L. - with love L. (Kurzfilm)
- 2025: KINDness (Kurzfilm)

## Theater
- 2016: Unter der Gürtellinie von Richard Dresser[3]
- 2017: Carmen Kittel von Georg Seidel[4]